# Bernardino da Ucria
Padre Bernardino da Ucria (Placido Michelangelo Aurifici (Ucria, 9 de abril de 1739 - Palermo, 29 de enero de 1796) fue un botánico y religioso italiano.
En 1766, entra al convento de San Antonio de Padua de Franciscanos Conventuales, comenzando a interesarse en la Historia natural y de manera particular de la Botánica.
En 1786 recibe el cargo de "Demostrador de Botánica" en la Universidad de Palermo.
A él se debe el ocuparse de la parte histórica del Jardín Botánico de Palermo, entre 1789 y 1791, siguiendo el innovador sistema de clasificación de Carlos Linneo. En un espacio del Gymnasium en el Jardín se encuentra su busto esculpido por Mario Rutelli.
De carácter modesto y esquivo, fue un botánico de grandes valores al punto de recibir el apelativo de Linneo siciliano.

## Obra
- Hortius Regius Panormitanus Tipis Regis, Palermo, 1789
- Plantae ad Linnaeanum opus addendae, et secundum Linnaei sistema noviter descriptae, 1792

## Honores

### Eponimia
- Incertae sedis Ucria Targ. ex Pfeiff.[1]
- La abreviatura «Ucria» se emplea para indicar a Bernardino da Ucria como autoridad en la descripción y clasificación científica de los vegetales.[2]